# Danny Welbeck
Daniel Nii Tackie Mensah »Danny« Welbeck, angleški nogometaš, * 26. november 1990, Longsight, Manchester, Anglija, Združeno kraljestvo. 
Welbeck je svojo nogometno pot začel v mladinski akademiji Manchester Uniteda, za člansko ekipo pa je prvič nastopil leta 2008. Za angleško nogometno reprezentanco je nastopal že od mladinskih selekcij dalje, za člansko ekipo pa je debitiral marca 2011 na prijateljski tekmi proti Gani, ki se je končala z rezultatom 1:1. Svoj prvi reprezentančni zadetek je dosegel 2. junija 2012 na prijateljski tekmi proti Belgiji, ko je Anglija zmagala z 1:0. Trenutno igra za Brighton & Hove Albion.